# Lijst van Stolpersteine in Horst aan de Maas

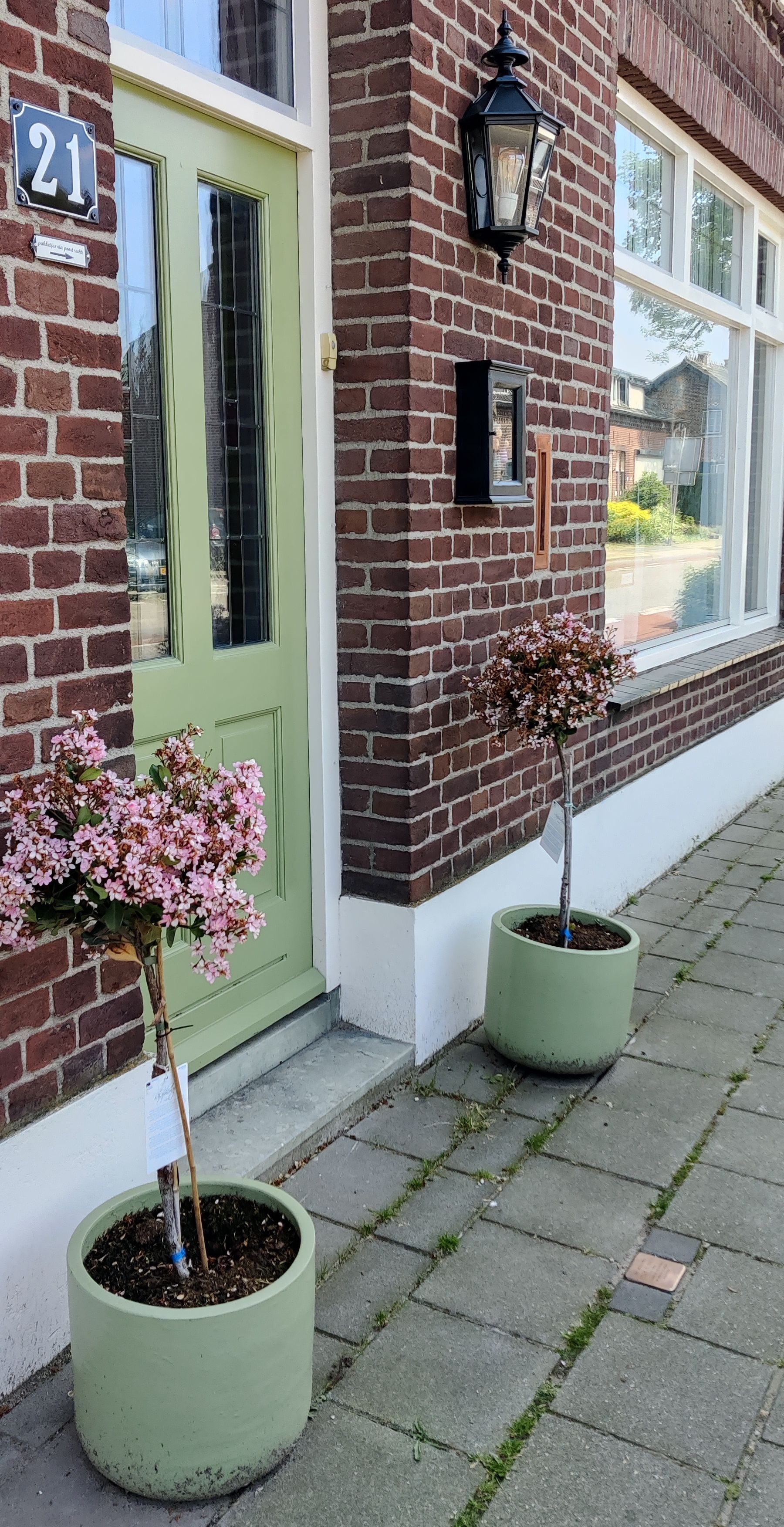
Stolperstein voor Flora de Paauw in Tienray

De lijst van Stolpersteine in Horst aan de Maas geeft een overzicht van de gedenkstenen die in de gemeente Horst aan de Maas in de Nederlandse provincie Limburg zijn geplaatst in het kader van het Stolpersteine-project van de Duitse beeldhouwer-kunstenaar Gunter Demnig.
Stolpersteine zijn opgedragen aan slachtoffers van het nationaalsocialisme, al diegenen die zijn vervolgd, gedeporteerd, vermoord, gedwongen te emigreren of tot zelfmoord gedreven door het nazi-regime. Demnig legt voor elk slachtoffer een aparte steen, meestal voor de laatste zelfgekozen woning.
Omdat het Stolpersteine-project doorloopt, kan deze lijst onvolledig zijn.

## Stolpersteine
In de gemeente Horst aan de Maas liggen veertien Stolpersteine: vijf in America, een in Broekhuizenvorst, twee in Grubbenvorst, een in Horst, twee in Sevenum en drie in Tienray.

### America
In America liggen vijf Stolpersteine op twee adressen.
| Afbeelding | Inscriptie                                                                                                | Adres                          | Herdachte persoon                  |
| ---------- | --- | ------------------------------ | ---------------------------------- |
|            | HIER ONDERGEDOKEN ARTHUR GINSBERG GEB. 1927 GEARRESTEERD 1-8-1944 VERMOORD 16-10-1944 AUSCHWITZ           | Nusseleinstraat 10 Kaart (OSM) | Arthur Ginsberg (1927–1944)        |
|            | HIER ONDERGEDOKEN BENJAMIN GINSBERG GEB. 1893 GEARRESTEERD 1-8-1944 VERMOORD 16-10-1944 AUSCHWITZ         | Nusseleinstraat 10 Kaart (OSM) | Benjamin Ginsberg (1893–1944)      |
|            | HIER ONDERGEDOKEN ROSA GINSBERG- ROSEN GEB. 1897 GEARRESTEERD 1-8-1944 VERMOORD 31-10-1944 AUSCHWITZ      | Nusseleinstraat 10 Kaart (OSM) | Rosa Ginsberg-Rosen (1897–1944)    |
|            | HIER ONDERGEDOKEN ALEX FRANKFORT GEB. 1919 GEARRESTEERD 1-8-1944 VERMOORD 25-11-1944 BERNHAUSEN-ESSLINGEN | Putweg 15 Kaart (OSM)          | Alex Frankfort (1919–1944)         |
|            | HIER ONDERGEDOKEN REGINA FRANKFORT- ELZAS GEB. 1919 GEARRESTEERD 1-8-1944 VERMOORD 21-1-1945 AUSCHWITZ    | Putweg 15 Kaart (OSM)          | Regina Frankfort-Elzas (1919–1944) |

### Broekhuizenvorst
In Broekhuizenvorst ligt een Stolperstein.
| Afbeelding | Inscriptie                                                                                             | Adres                       | Herdachte persoon                  |
| ---------- | --- | --------------------------- | ---------------------------------- |
|            | HIER ONDERGEDOKEN VICTOR DAVID VAN WEZEL GEB. 1934 GEARRESTEERD 1-8-1944 VERMOORD 18-10-1944 AUSCHWITZ | Swolgenseweg 23 Kaart (OSM) | Victor David van Wezel (1934–1944) |

### Grubbenvorst
In Grubbenvorst liggen twee Stolpersteine op twee adressen.
| Afbeelding | Inscriptie                                                                                            | Adres                      | Herdachte persoon                 |
| ---------- | --- | -------------------------- | --------------------------------- |
|            | HIER ONDERGEDOKEN JOSEPH VELDMAN GEB. 1922 GEARRESTEERD 10-8-1944 VERMOORD 15-3-1945 MIDDEN-EUROPA    | Lottumseweg 72 Kaart (OSM) | Joseph Veldman (1922–1945)        |
|            | HIER ONDERGEDOKEN FANNY WOLFF- GOLDSTEIN GEB. 1866 GEARRESTEERD 10-8-1944 VERMOORD 6-9-1944 AUSCHWITZ | Lottumseweg 62 Kaart (OSM) | Fanny Wolff-Goldstein (1866–1944) |

### Horst
In Horst ligt een Stolperstein.
| Afbeelding | Inscriptie | Adres                    | Herdachte persoon          |
| ---------- | --- | ------------------------ | -------------------------- |
|            | HIER ONDERGEDOKEN SALOMON WALVIS GEB. 1916 OP DE VLUCHT VOOR DE NAZI'S. VALS VERDACHT DOOR HET VERZET GEDOOD 15-7-1944 GRUBBENVORST | Herstraat 14 Kaart (OSM) | Salomon Walvis (1910–1944) |

### Sevenum
In Sevenum liggen twee Stolpersteine op een adres.
| Afbeelding | Inscriptie | Adres                      | Herdachte persoon                       |
| ---------- | --- | -------------------------- | --------------------------------------- |
|            | HIER ONDERGEDOKEN EMANUEL MAISONPIERRE GEB. 1858 GEARRESTEERD 2-9-1944 VERMOORD 14-9-1944 ’ZWARTE WATER’ VELDEN         | Peperstraat 44 Kaart (OSM) | Emanuel Maisonpierre (1858–1944)        |
|            | HIER ONDERGEDOKEN HELENA MAISONPIERRE- COMPRIS GEB. 1886 GEARRESTEERD 2-9-1944 VERMOORD 14-9-1944 ’ZWARTE WATER’ VELDEN | Peperstraat 44 Kaart (OSM) | Helena Maisonpierre-Compris (1886–1944) |

### Tienray
In Tienray liggen drie Stolpersteine op drie adressen.
| Afbeelding | Inscriptie                                                                                      | Adres                      | Herdachte persoon           |
| ---------- | ----------------------------------------------------------------------------------------------- | -------------------------- | --------------------------- |
|            | HIER ONDERGEDOKEN FLORA DE PAAUW GEB. 1933 GEARRESTEERD 1-8-1944 VERMOORD 6-9-1944 AUSCHWITZ    | Spoorstraat 21 Kaart (OSM) | Flora de Paauw (1933–1944)  |
|            | HIER ONDERGEDOKEN WILLEM DE PAAUW GEB. 1934 GEARRESTEERD 1-8-1944 VERMOORD 6-9-1944 AUSCHWITZ   | Spoorstraat 1 Kaart (OSM)  | Willem de Paauw (1934–1944) |
|            | HIER ONDERGEDOKEN LOUIS VAN WEZEL GEB. 1936 GEARRESTEERD 1-8-1944 VERMOORD 18-10-1944 AUSCHWITZ | Spoorstraat 10 Kaart (OSM) | Louis van Wezel (1936–1944) |

## Data van plaatsingen
- 29 september 2019